# Стрибки у воду на Літній універсіаді 2019
Стрибки у воду на літній Універсіаді 2019 — змагання зі стрибків у воду в рамках літньої Універсіади 2019 року, що пройшли з 2 липня по 8 липня в італійському місті Неаполь, на території спортивного центру Mostra d Oltremare. Були розіграні 15 комплектів нагород.

## Історія
Турнір зі стрибків у воду на Універсіадах постійно входять до змагальної програми. Цей вид програми є обов'язковим для літніх Універсіад.
На минулій Універсіаді в Тайбеї перемогу здобула команда КНДР, яка зібрала 8 медалей, з них 5 золотих. Росія і Мексика завоювали чотири золоті медалі.
Програма нинішніх ігор порівняно з попередніми не змінилася.

## Правила участі
Заходи зі стрибків у воду будуть організовані у відповідності з останніми технічними правилами Міжнародної федерації водних видів спорту.
У відповідності з Положенням FISU, спортсмени повинні відповідати таким вимогам для участі у Всесвітній універсіаді (стаття 5.2.1):
- До змагань допускаються студенти, що навчаються нині у закладах вищої освіти, або закінчили виші не більше року тому.
- Всі спортсмени повинні бути громадянами країни, яку вони представляють.
- Учасники повинні бути старше 17-ти років, але молодше 28-ми років на 1 січня 2019 року (тобто допускаються тільки спортсмени, що народилися між 1 січня 1991 року та 31 грудня 2001 року).

## Календар
| ЦВ | Церемонія відкриття | ● | Кваліфікації | 2 | Фінали змагань | ЦЗ | Церемонія закриття |

| Липень         | 2 Вт | 3 Ср | 4 Чт | 5 Пт | 6 Сб | 7 Нд | 8 Пн | 9 Вт | 10 Ср | 11 Чт | 12 Пт | 13 Сб | 14 Нд | Змагання |
| -------------- | ---- | ---- | ---- | ---- | ---- | ---- | ---- | ---- | ----- | ----- | ----- | ----- | ----- | -------- |
| Стрибки у воду | ●    | ●    | 3    | 3    | 3    | 3    | 3    | 3    |       |       |       |       | ЦЗ    | 15       |

## Результати

### Чоловіки
| Дисципліна                   | Золото                 | Срібло                                             | Бронза                                   |
| ---------------------------- | ---------------------- | -------------------------------------------------- | ---------------------------------------- |
| трамплін, 1 метр             | Ченгмінг Ліу КНР       | Фрітйоф Сайдель Німеччина                          | Габріель Аубер Італія                    |
| трамплін, 3 метри            | Ченмін Лю КНР          | І Чжегьон Південна Корея                           | Ілля Молчанов Росія                      |
| Вишка, 10 метрів             | Хосе Баллеза Мексика   | Хуан Бовен КНР                                     | Лоран Госселін-Параді Канада             |
| Синхронний трамплін, 3 метри | КНР Ху Ціцзі Лі Пінган | Росія Ілля Молчанов Микита Ніколаєв                | Італія Андреа Косолі Франческо Поркон    |
| Синхронна вишка, 10 метрів   | КНР Ц.Лічжі Х.Циган    | Мексика Андреас Віллареал Тудон Дієго Баллез Ісаяс | Канада Лоран Госселін-Параді Ітан Пітман |
| Командні змагання            | КНР                    | Мексика                                            | Росія                                    |

### Жінки
| Дисципліна                   | Золото                                           | Срібло                                     | Бронза                          |
| ---------------------------- | ------------------------------------------------ | ------------------------------------------ | ------------------------------- |
| Трамплін, 1 метр             | Сон Шоулінь КНР                                  | Ву Чунтін КНР                              | Дарія Ленц США                  |
| Трамплін, 3 метри            | Ву Чунтін КНР                                    | Долорес Ернандес Монзон Мексика            | Каріна Шкляр Росія              |
| Вишка, 10 метрів             | Алеяндра Естрелла Мексика                        | Енбл Чо Південна Корея                     | Джемма Макартур Велика Британія |
| Синхронний трамплін, 3 метри | Мексика Долорес Ернандес Монзон Кароліна Мендоза | КНР Лен Мінхон Шен І                       | США Дарія Ленц Кароліна Шулті   |
| Синхронна вишка, 10 метрів   | КНР Цзяо Цзінцзін Ву Цзяо                        | Мексика Алеяндра Естрелла Даніела Замбрано | Південна Корея Юнбі Ч Наюн Мун  |
| Командные соревнования       | КНР                                              | Мексика                                    | Південна Корея                  |

### Змішані пари
| Дисципліна                   | Золото                                       | Срібло                              | Бронза                                       |
| ---------------------------- | -------------------------------------------- | ----------------------------------- | -------------------------------------------- |
| Синхронний трамплін, 3 метри | КНР Ху Цицзи Ву Чуніин                       | Росія Єгор Лапін Євгенія Селезньова | Мексика Кароліна Мендоза Адан Зуніга Орнелас |
| Синхронна вишка, 10 метрів   | Мексика Дієго Баллез Ісаяс Алеяндра Естрелла | КНР Хо Циган Цзяо Цзінцзін          | Росія Ілля Смирнов Дарія Сельвановська       |
| Командні змагання            | КНР                                          | Мексика                             | Південна Корея                               |

## Медальний залік у стрибках у воду
| Місце | Країна          | Золото | Срібло | Бронза | Загалом |
| ----- | --------------- | ------ | ------ | ------ | ------- |
| 1     | Китай           | 11     | 4      | 0      | 15      |
| 2     | Мексика         | 4      | 6      | 1      | 11      |
| 3     | Росія           | 0      | 2      | 4      | 6       |
| 4     | Південна Корея  | 0      | 2      | 3      | 5       |
| 5     | Німеччина       | 0      | 1      | 0      | 1       |
| 6     | Італія          | 0      | 0      | 2      | 2       |
| 6     | Канада          | 0      | 0      | 2      | 2       |
| 6     | США             | 0      | 0      | 2      | 2       |
| 9     | Велика Британія | 0      | 0      | 1      | 1       |
| Всего | Всего           | 15     | 15     | 15     | 45      |